# تانجرین (فلوریدا)
تانجرین (به انگلیسی: Tangerine) یک منطقهٔ مسکونی در ایالات متحده آمریکا است که در شهرستان اورنج، فلوریدا واقع شده است. تانجرین ۱۳٫۷ کیلومتر مربع مساحت و ۲٬۸۶۸ نفر جمعیت دارد و ۴۶ متر بالاتر از سطح دریا قرار دارد.